# Jü Velký
Jü Velký (v čínském jazyce: 大禹, v pinyinu: Dà Yǔ), cca 2200 př. n. l. – 2100 př. n. l.) byl legendární vládce ve starověké Číně proslavený svým zavedením protipovodňové ochrany, zahájením dynastické nadvlády založením dynastie Sia a svým poctivým morálním charakterem.
Existuje málo záznamů (jestli vůbec nějaké jsou) z tohoto období čínské historie, kdy Jü vládl. Kvůli tomu drtivá většina informací o jeho životě a vládě pochází ze sesbíraných kousků ústní tradice a příběhů, které byly předávané z generace na generaci z různých oblastí Číny. Hodně z nich je sepsáno v knize S‘-ma Čchina Zápisky historika. Jü a ostatní králové starověké Číny byli vychvalováni Konfuciem a ostatními čínskými učiteli, kteří opěvovali jejich ctnost a mravnost.
Jü je jeden z mála čínských vládců, kterým lidé po smrti prokázali úctu přidáním jména „Velký“.

## Předkové a mládí
Podle několika záznamů ze starověké Číny byl Jü byl osmým pravnukem Žlutého císaře, Jüův otec, Kun, byl pátým pravnukem císaře Čuan-süa a otcem císaře Čuan-süa byl Čchang-ji, který byl druhým synem Žlutého císaře. Říká se, že se Jü narodil na hoře Wen (v dnešní provincii S’-čchuan), ale debatuje se i o možném původu v Š'-fangu. Jüova matka byla žena z rodu Jou-sin a jmenovala se buď Nü-č' (čínsky 女志),nebo Nü-s' (čínsky 女嬉).
Ještě když byl Jü dítě, jeho otec, Kun, přesunul svůj lid více na východ, do srdce Číny. Král Jao obdaroval Kuna pozemky, které byly situovány na středním vrcholu hory Sung, a jmenoval ho pánem Čchongu. Věří se, že Jü vyrostl na svazích hory Sung na sever od Žluté řeky. Později si vzal ženu z hory Tchu, která se obecně nazývá jako Tchu-šan-š'. Společně měli syna, kterého pojmenoval Čchi, což doslovně znamená „zjevení“.

## Velký Jü vládnoucí vodě
V průběhu vlády krále Jaoa byl střed Číny často soužený velkými povodněmi, které bránily dalšímu hospodářskému a sociálnímu rozvoji. Jüův otec, Kun, byl pověřen úkolem navrhnout protipovodňové opatření. Strávil více než devět let budováním řad hrází a děr podél nábřeží, ale všechno bylo neefektivní, i přes velký počet hrází a používání mytické magické „samoroztahující“ se půdy (S‘-žang), která měla povodni zabránit. Jü (už jako dospělý) pokračoval v otcově práci a pozorně si nastudoval říční systémy, za účelem zjistit, proč byly pokusy jeho otce neúspěšné.
Při spolupráci s Chou-ťi, polomytickým agrikulturním mistrem, o kterém není mnoho známo, Jü úspěšně vynalezl systém protipovodňového opatření, který byl rozhodující pro rozkvět střední Číny. Jü namísto přímého přehrazení toku řeky vytvořil systém zavlažovacích kanálů, který odváděl povodňovou vodu do polí tak dobře, jako s velkým úsilím vykopaná původní řečiště. Říká se, že Jü jedl a spal s obyčejnými pracovníky a strávil většinu svého času osobní asistencí při vykopávání kanálů, než byl o 13 let později systém hotov. Vykopávání a zavlažování byla úspěšná a pomohla starověké Číně vzkvétat v okolí Žluté řeky, řeky Wej-che a ostatních vodních toků v srdci Číny. Projekt vysloužil Jüovi proslulost v čínské historii a Jü je v ní nazýván jako „Velký Jü vládnoucí vodě“ (v čínštině : 大禹治水; v pinyinu : Dà Yǔ Zhì Shuǐ). Hlavně hora Lung-men měla v okolí Žluté řeky velmi úzký žlábek, který bránil vodě volně téct na východ do oceánu. Říká se, že Jü přivedl mnoho pracovníků, aby otevřeli kanál, který byl od té doby znám, jako „Jüova brána“ (v čínštině: 禹門口).

### Apokryfní příběhy
V mytické verzi tohoto příběhu, prezentované v práci Š‘ I Ťi, asistovali Jüovi žlutý drak a černá želva. Jiný lokální mýtus říká, že Jü vytvořil „Tři soutěsky“ řeky Jang-z' v prefektuře San-men-sia rozsekáním hřebenu hory božskou bojovou sekerou, aby zastavil povodně.
Tradiční příběhy zase říkají, že Jü pro zamezení povodní obětoval velkou část svého těla. Například se říká, že jeho ruce byly silně mozolovité a jeho nohy byly mozoly kompletně pokryté. V jednom příběhu byl prý Jü ženatý pouze čtyři dny, než byl požádán o návrh protipovodňového systému. Odešel od své manželky se slovy, že neví, kdy se vrátí. V průběhu 13 let trvajících záplav překročil práh domu jeho rodiny třikrát, ale nikdy se nevrátil domů. Poprvé, když stanul na prahu, byla jeho žena v práci. Podruhé už jeho syn uměl zavolat na svého otce. Jeho rodina na něj naléhala, aby už šel domů, ale on odpověděl, že nemůže, kvůli záplavám. Po třetí, když stanul na prahu svého domova, jeho syn už byl starší deseti let. Pokaždé odmítl vejít dovnitř, protože kvůli povodním přišlo nespočet lidí o svůj domov a on musel svou práci dokončit.

## Smrt
Podle kroniky starověké Číny vládl Jü dynastii Sia 45 let a podle Jue Ťüe-shu (越絕書) umřel na neznámou chorobu. Říká se, že zemřel na hoře Kchuaj-ťi(會稽山), na jih od dnešního Šao-singu při lovu na východních hranicích jeho císařství a byl tam i pohřben. Jüovo mauzoleum (大禹陵)bylo vybudováno na jeho počest v šestém století našeho letopočtu v Jižní dynastii, nachází se čtyři kilometry jihovýchodně od města Šao-sing. Většina konstrukce mauzolea byla zrekonstruována v pozdějších obdobích. Třemi hlavními částmi mauzolea jsou Jüova hrobka (禹陵), chrám (禹廟) a memoriál (禹祠). Jü je často jako socha vyobrazován se starověkým pluhem (耒耜). Mnoho císařů sem cestovalo a provádělo tam ceremoniály na jeho počest, zejména pak Čchin Š’chuang.